# Manuel Ferrara (giornalista italiano)
Manuel Ferrara (Genzano di Roma, 1º marzo 1997) è un giornalista italiano.

## Biografia
Manuel Ferrara è nato il 1 marzo 1997 a Genzano di Roma, anche se ha trascorso la maggior parte della sua infanzia a Pomezia, in Italia. A 17 anni gioca nel Pomezia Calcio , parallelamente ai suoi esordi come giornalista.
Nel 2015 si ritira dall'attività sportiva per dedicarsi completamente al giornalismo, dove inizierà a scrivere principalmente di politica, vita sociale e sport per l'Ordine Giornalisti del Lazio.
Nel 2020 si è laureato in Scienze della Comunicazione presso il Dipartimento di Filosofia, Comunicazione e Spettacolo dell'Università degli Studi Roma Tre, discutendo la sua tesi sui Big data. Nello stesso anno ottiene un posto nell'ufficio comunicazione del Ministero dello Sport del governo italiano, oltre a lavorare come consulente di comunicazione. Nel 2021 consegue il master presso la 24 Ore Business School su green economy, rigenerazione urbana e rinascita delle comunità, ricevendo una menzione speciale per il suo lavoro.